# Haworthia scabra
Haworthia scabra es una especie de planta suculenta perteneciente a la familia Xanthorrhoeaceae. Es originaria de Sudáfrica.

## Descripción
Es una planta suculenta perennifolia que alcanza un tamaño de 7 a 60 cm de altura. Se encuentra a una altitud de 800-1000 metros en Sudáfrica.

## Taxonomía
Haworthia scabra fue descrita por  Adrian Hardy Haworth y publicado en Supplementum Plantarum Succulentarum ... 58, en el año 1819.
Variedades aceptadas
- Haworthia scabra var. lateganiae (Poelln.) M.B.Bayer
- Haworthia scabra var. morrisiae (Poelln.) M.B.Bayer
- Haworthia scabra var. scabra
- Haworthia scabra var. starkiana (Poelln.) M.B.Bayer

Sinonimia
- Aloe scabra (Haw.) Schult. & Schult.f.
- Catevala scabra (Haw.) Kuntze[5]